# Moeche (ort)
Moeche är en ort i Spanien.   Den ligger i provinsen Provincia da Coruña och regionen Galicien, i den nordvästra delen av landet, 500 km nordväst om huvudstaden Madrid. Moeche ligger 190 meter över havet och antalet invånare är 1 445.
Terrängen runt Moeche är kuperad söderut, men norrut är den platt. Runt Moeche är det ganska glesbefolkat, med 27 invånare per kvadratkilometer. Närmaste större samhälle är Ferrol, 19,2 km väster om Moeche. I omgivningarna runt Moeche växer i huvudsak blandskog.